# Le Dôme de Marseille
Le Dôme de Marseille ist ein überdachtes Amphitheater in Marseille (Frankreich), an der Avenue de Saint-Just 48 im Quartier Saint-Just, im 13. Arrondissement.

## Geschichte und Nutzung
Die Halle wurde im Jahr 1994 eröffnet und bietet bis zu 8.500 Zuschauern Platz. Die Arena wird hauptsächlich für Konzertveranstaltungen genutzt. Hier traten schon international erfolgreiche Künstler wie Eric Clapton, Tina Turner, Lionel Richie und Tokio Hotel auf.